# Hans Hipp
Hans Hipp (* 10. November 1912 in Wannweil; † Februar 2001 in Friedberg (Bayern)) war ein deutscher Fußballtrainer.

## Sportlicher Werdegang
1928 schloss sich Hipp dem SSV Reutlingen 05 an. Zwei Jahre später wurde er in die erste Mannschaft der Reutlinger befördert.
Nach dem Zweiten Weltkrieg begann er seine Trainerkarriere bei der TG Gönningen. Anschließend wurde er Trainer beim TSV Eningen und dem SV Wannweil. Im Oktober 1950 wurde Hipp Cheftrainer beim SSV Reutlingen und stieg mit dem SSV am Ende der Saison 1950/51 aus der Oberliga Süd ab. In der folgenden Spielzeit übernahm Hipp ab Oktober 1951 den 1. FC Pforzheim. Ab Saisonbeginn 1952/53 trainierte er den VfB Mühlburg, der am 16. Oktober 1952 zum Karlsruher SC wurde, bis zum 30. April 1953. In der folgenden Saison übernahm er das Traineramt beim BC Augsburg. Nach drei Jahren in Augsburg übernahm Hipp zur Oberligaspielzeit 1957/58 den TSV 1860 München. Am 16. September 1957 gründete Hipp zusammen mit anderen Trainern den Bund Deutscher Fußball-Lehrer und wurde dort Leiter der Verbandsgruppe Süd.
1961 verließ Hipp 1860 München, wo nach seinem Abschied die große Ära von Max Merkel begann, und kehrte zum BC Augsburg zurück. Im Sommer 1963 kündigte er vorzeitig seinen Drei-Jahres-Vertrag und war in der Folge Kandidat bei verschiedenen Oberligisten, darunter der von Fritz Schollmeyer trainierte SV Arminia Hannover. Zur Saison 1963/64 wechselte er schließlich zu Westfalia Herne, nachdem der Klub nach Einführung der Bundesliga in die zweitklassige Regionalliga West eingestuft worden war. Zur folgenden Spielzeit wechselte er zum TSV Marl-Hüls. Danach trainierte Hipp den SV Arminia Hannover und wurde in den Spielzeiten 1966/67 und 1967/68 jeweils Meister in der zu diesem Zeitpunkt zweitklassigen Regionalliga Nord. In den anschließenden Aufstiegsrunden scheiterte er jedoch mit der Arminia. In der Spielzeit 1969/70 wurde er zunächst Cheftrainer beim 1. SC Göttingen 05 und wechselte im April 1970 mit sofortiger Wirkung zu Tasmania Berlin.
Am 18. November 1971 übernahm Hipp Hannover 96. Er erreichte mit Hannover in der Saison 1971/72 in der Bundesliga mit dem 16. Platz den Klassenerhalt. Am 1. März 1973 wurde Hipp durch den Vorstand von Hannover 96 vorzeitig entlassen. In der Saison 1973/74 wurde er Trainer des Freiburger FC. Er trainierte in der anschließenden Saison den Grazer AK. In der Spielzeit 1977/78 war Hipp für die DJK Konstanz als Trainer tätig.